# محمد رمضان (معلق رياضي)
محمد عبد الرحمن رمضان (1933  - 29 أبريل 2024)، هو مُعلق رياضي سعودي ويُعتبر من أقدم المعلقين العرب.

## النشأة والتعليم
- ولد في حارة الباب في مكة المكرمة في حدود عام 1351 الموافق لـ 1933م.[1]
- درس في الحرم المكي ثم التحق بمدرسة الفلاح .
- أكمل دراسته في جامعة الملك سعود بالرياض وكان من أوائل طلبة العلوم السياسية لكن غلبت هواية الرياضة على مسيرته .

## بدايات العمل الرياضي
- عاصر سنوات تأسيس الرياضة السعودية لاعبا وحكما وصحافيا ومعلقا وإداريا ورغم وجودة موظفا في ديوان رئاسة مجلس الوزراء السعودي في تلك الفترة إلا أن خطواته شدته نحو الرياضة كثيرا .
- أتجه للصحافة والإعلام وكانت بدايته في صحيفة البلاد السعودية التي صدرت من مكة ورأس تحريرها في تلك الفترة عبد الله عريف ومعه محمد بن شاهين أستاذ المحررين الرياضيين .
- ثم عمل في مجلة اليمامة مع عبد الله بن خميس .

## التعليق
يقول محمد رمضان عن نفسه، في الوقت الذي كان فيه الناس مغرمين بأم كلثوم، كنت أنا متيما بالمعلق العربي الكبير الكابتن محمد لطيف فدخلت التعليق من باب الإعجاب والتقليد وعشقي للرياضة. وما زلت حتى اليوم أعاني من هذا العشق فقد أصابتني الجلطة الأولى في ماليزيا عندما كنت أعلق على مباراة المنتخب مع الصين وكان منتخبنا متقدما 2-0 وفي خلال 16 دقيقة أمطر الصينيون مرمانا بأربعة أهداف فأصبت فنقلوني بطائرة خاصة. وأصبت بالجلطة الثانية عندما مزق العراق مرمى منتخبنا في دورة الخليج الرابعة في قطر بسبعة أهداف ويومها كان مبروك التركي يمسك باللاعب والمدافع توفيق المقرن يمسك بالكرة ففقدت الوعي ووجدت نفسي في المستشفى التخصصي،
وابتعد محمد رمضان عن التعليق الرياضي بسبب معاناته مع المرض

## وفاته
توفي يوم الاثنين 20 شوال 1445هجري ، 29 أبريل 2024 ميلادي بعد معاناته مع المرض، عن عمر ناهز 91 عام.